# 乾一郎
乾 一郎（いぬい いちろう、1908年（明治41年）1月13日 - 2000年（平成12年）9月19日）は、日本の教育者（英語・ドイツ語科）、牧師、軍人。旧土佐藩士族 乾市郎兵衛家・第9代当主。板垣退助の孫。日本福音ルーテル芦屋教会初代牧師。

## 来歴

### 幼年期
1908年（明治41年）1月13日、高知県貫属士族・乾正士の長男として、高知県土佐郡潮江村412番屋敷に生まれる。母は、長野県上水内郡柳里村8番地（現・長野県上水内郡飯綱町柳里中宿164番地）高野直作の長女・八重野。父乾正士は板垣退助の次男にあたる。乾姓を称したのは、退助が戊辰戦争の際、乾姓から板垣に復姓したが、旧来の乾姓が無くなるのを惜しみ正士を後嗣の無い分家の土佐藩士・乾正厚の家督を相続させる形で残そうとしたため。同様に退助は五男の六一にも、親族（廃家）の「乾源五郎友正」家を絶家再興する形で、一時、乾姓を名乗らせている（六一は後に板垣に復姓）。
1909年（明治42年）2月25日、母・八重野の実弟の高野成雄が『養蚕実験真説』を著す。
1919年（大正8年）1月12日、長姉・乾美世子の婚約者である牧師・川瀬徳太郎が福岡県八幡市通町4丁目（現・福岡県北九州市八幡東区）に伝道所を開設。
1919年（大正8年）2月1日、長姉・乾美世子が川瀬徳太郎と婚姻。
1919年（大正8年）7月16日、祖父・板垣退助が東京府芝区芝公園第7号地8番の邸にて薨去。

### 就学期

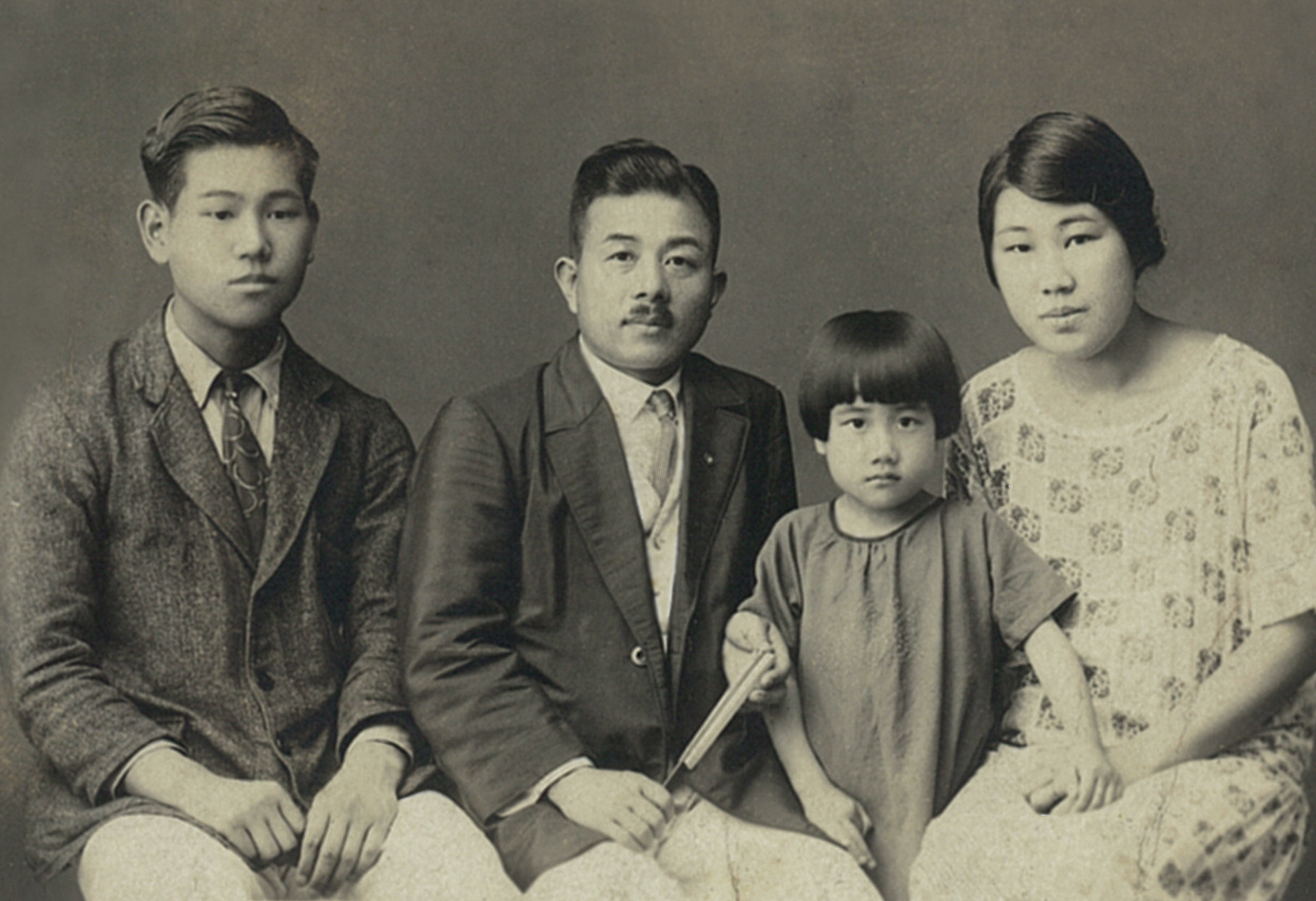
大正15年（1926年）、左より乾一郎、川瀬徳太郎、川瀬勝世、川瀬（乾）美世子

1921年（大正10年）4月8日、高知県立第一中学校（翌年「高知県立高知城東中学校」と改称, 現校名・高知県立高知追手前高等学校）に入学。
乗馬と柔道に秀で、平素より武芸鍛錬を怠らず、1926年（大正15年）3月1日、同校に於て配属将校の行う教練の検定に合格。1926年（大正15年）3月16日、同校を卒業。のちに自治大臣、厚生大臣を務めた塩見俊二は、同期生にあたる。
1927年（昭和2年）4月10日、東京・日本ルーテル神学専門学校へ入学。3年先輩には青山四郎らがいた。徴兵検査甲種号格。この時の計測身長は183cmであった。
1928年（昭和3年）12月、栃木県日光町に「板垣退助伯爵彰徳会」が設立され、名誉会長に藤山竹一栃木県知事、会長は日光町長、評議員に輪王寺門跡、日光東照宮宮司、二荒山神社宮司、日光町助役、日光精銅所長ら16名が名を連ねた。翌1929年（昭和4年）12月8日、銅像除幕式を迎え、開会の辞は建設会長・今井徳順、工事ならびに会計報告・金子智、銅像製作報告・本山白雲、式辞は望月圭介（旧自由党員代表）が述べ、従兄の板垣正貫が除幕を行い、宮地茂秋が家族代表謝辞を行った。この時の祝辞は、浜口雄幸総理大臣代理をはじめ、板垣退助門人代表として頭山満、また犬養毅、原田維織栃木県知事、民政党支部長、政友会支部長、日光町長などで、式後山内の休憩所に於いて直会が開かれた。銅像の題字は、徳川嫡流宗家・徳川家達が揮毫を行った。
1932年（昭和7年）3月18日、同校（予科二年・本科三年）卒業。学生時代、母の実家である長野県の高野家を訪ねる際、父の助言に基づき上田原の板垣信方の墓に参り、川中島の古戦場、武田氏ゆかりの旧跡を巡って帰省。

### 牧師として
1932年（昭和7年）4月10日、熊本九州学院へ副牧師兼英語教諭として奉職し、盲目の牧師・石松量蔵の介添役となり献身する。熊本県下のハンセン病患者の入院する病院を慰問。1932年（昭和7年）12月1日、歩兵科幹部候補生として高知朝倉歩兵第44聯隊第九中隊へ入営。
1933年（昭和8年）2月1日、歩兵一等兵の階級に進む。同5月1日、歩兵上等兵の階級に進む。同8月1日、歩兵伍長の階級に進む。
同10月24日より26日迄、福井県下における特別大演習に参加。同10月26日、昭和天皇より御菓子を御下賜あらせられた。同11月30日、同聯隊除隊。1933年（昭和8年）12月1日予備役。
1933年（昭和8年）12月13日、兵庫県武庫郡精道村芦屋寺田24番地に、ルーテル芦屋伝道所（教会）を開設し初代牧師として奉職。
1936年（昭和11年）7月31日、実家が高知県土佐郡潮江村370番屋敷から高知県高知市小高坂5番地へ転住。翌8月1日、地名変更に伴い高知市桜馬場8番地と改称。
1936年（昭和11年）8月18日より21日間、高知歩兵第44聯隊に於て勤務演習。片岡富美子と婚姻。
1937年（昭和12年）、高知において板垣会館竣工。4月6日の落成式には頭山満、板垣退助長女・片岡兵子らが出席した。同6月、従兄・板垣正貫に長女範子が誕生。

### 軍人として
1937年（昭和12年）8月12日、支那事変に際し召集令状を拝受。芦屋教会の牧師職を辞し、高知へ帰郷。高知薊野の板垣山へ墓参りをし、一死報国を誓う。
同12年8月17日、応召出征。同日、高知歩兵第44連隊・第6中隊に編入。
1937年（昭和12年）8月20日、多度津港出発。1937年（昭和12年）8月23日、川沙鎮敵前上陸。羅店鎮攻略戦(Battle line of Shanghai 1937, Occupation of Lotienchen)に於て右上腕部に重機関銃による貫通銃創を受け、師団衛生隊により収容される。上海野戦病院に於て療養。
1937年（昭和12年）12月、板垣退助の孫・乾一郎戦傷の次第を『勇士に聴く』特集として従軍記者より取材あり。新聞に特集記事が組まれ連載4回(他紙1回)。紙面を賑わせた。

### 羅店鎮の戦い

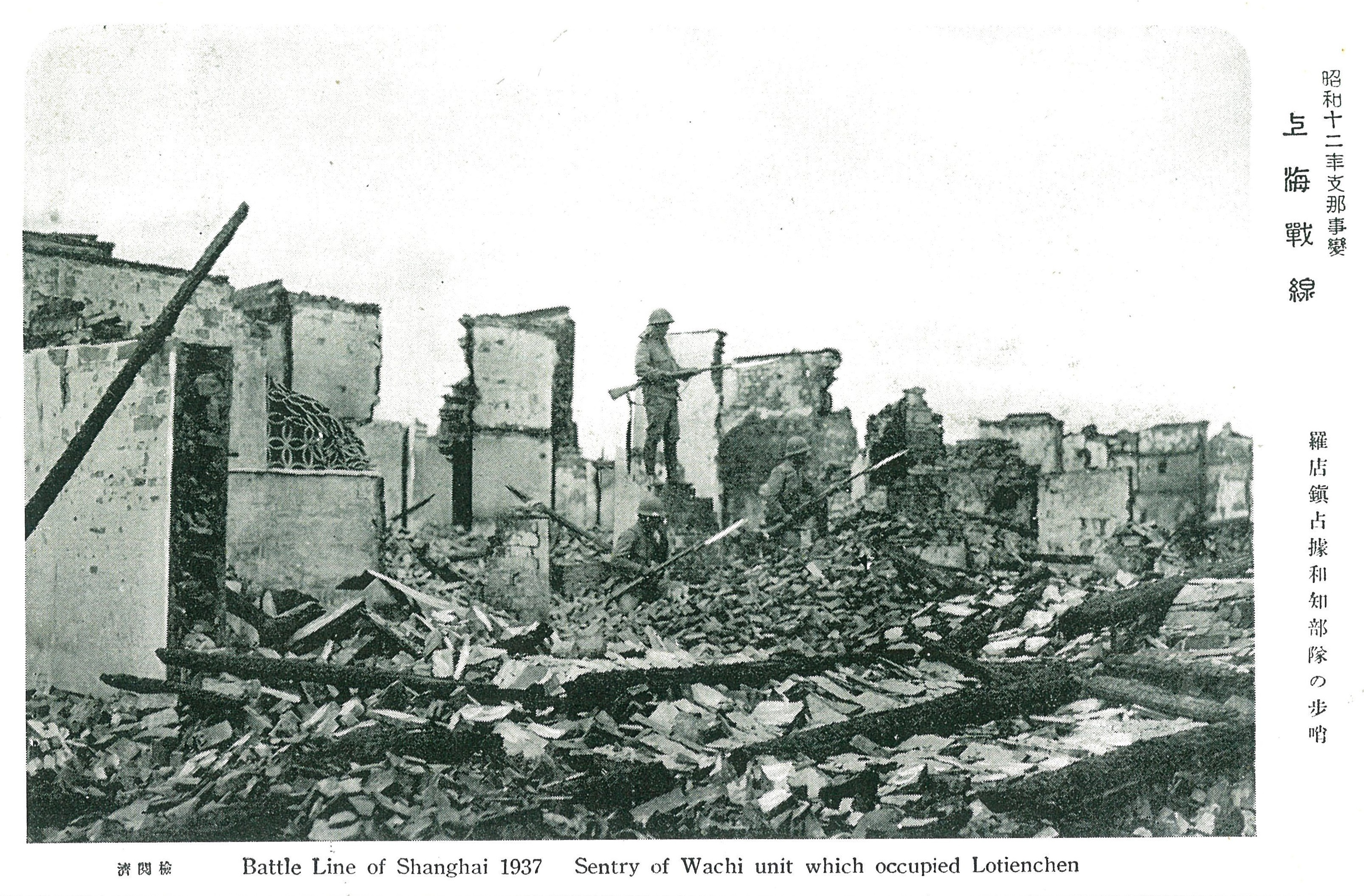
支那事変(1937年)上海戦線・羅店鎮攻略戦(和知部隊)

依光裕著『目で見る土佐(上)県民性（一生懸命土佐に生きて）』によると、高知歩兵第44連隊が支那事変で戦った時の様子が描かれている。1937年（昭和12年）7月7日、支那事変が勃発すると、8月には高知の和知鷹二大佐率いる歩兵第44連隊が支那戦線に動員された。連隊長の和知鷹二大佐は陸軍参謀本部出身で、この頃の陸軍は個々の連隊装備を秘匿するために連隊長の名を冠して部隊名を称したため、第44連隊は「和知部隊」として出征している。同部隊は、同年8月23日の早暁、羅店鎮方面の揚子江沿岸及び呉淞鎮付近に於て果敢な敵前上陸を敢行し、中支の地に第一歩をしるした。それから27日間にわたり攻防戦が繰り広げられたが、9月23日上海近郊の羅店鎮の白壁の家附近で敵兵の激しい抵抗に遭い初めて立ち往生、戦死傷者を続出させる激戦となった。当時の新聞は、和知部隊の勇蒙果敢な戦果を挙って報じたが現実にはかなり悲惨なものであったという。11月11日、敵が堅塁を誇った南翔を陥落、和知部隊が一番乗りの殊勲をたて1938年（昭和13年）3月凱旋した。和知大佐は、羅店鎮（現・上海市宝山区羅店鎮）において長津部隊と共に己ら部隊の数十倍にあたる敵兵と勇猛果敢戦ったがその作戦は、和知部隊は、要所要所に少数の守備兵を配し大部隊を見通しのきく高所に待機させ、敵軍が攻めてくるとその方向に兵を増援するという戦法であった。長津部隊は逆に、要所要所に多数の守備兵を配置し敵軍が攻めてきた箇所に応援を送るという戦略で、両部隊は戦法こそ異なるが互いに協力して羅店鎮を死守することが出来た。

### 銅像建立と戦地の乾一郎

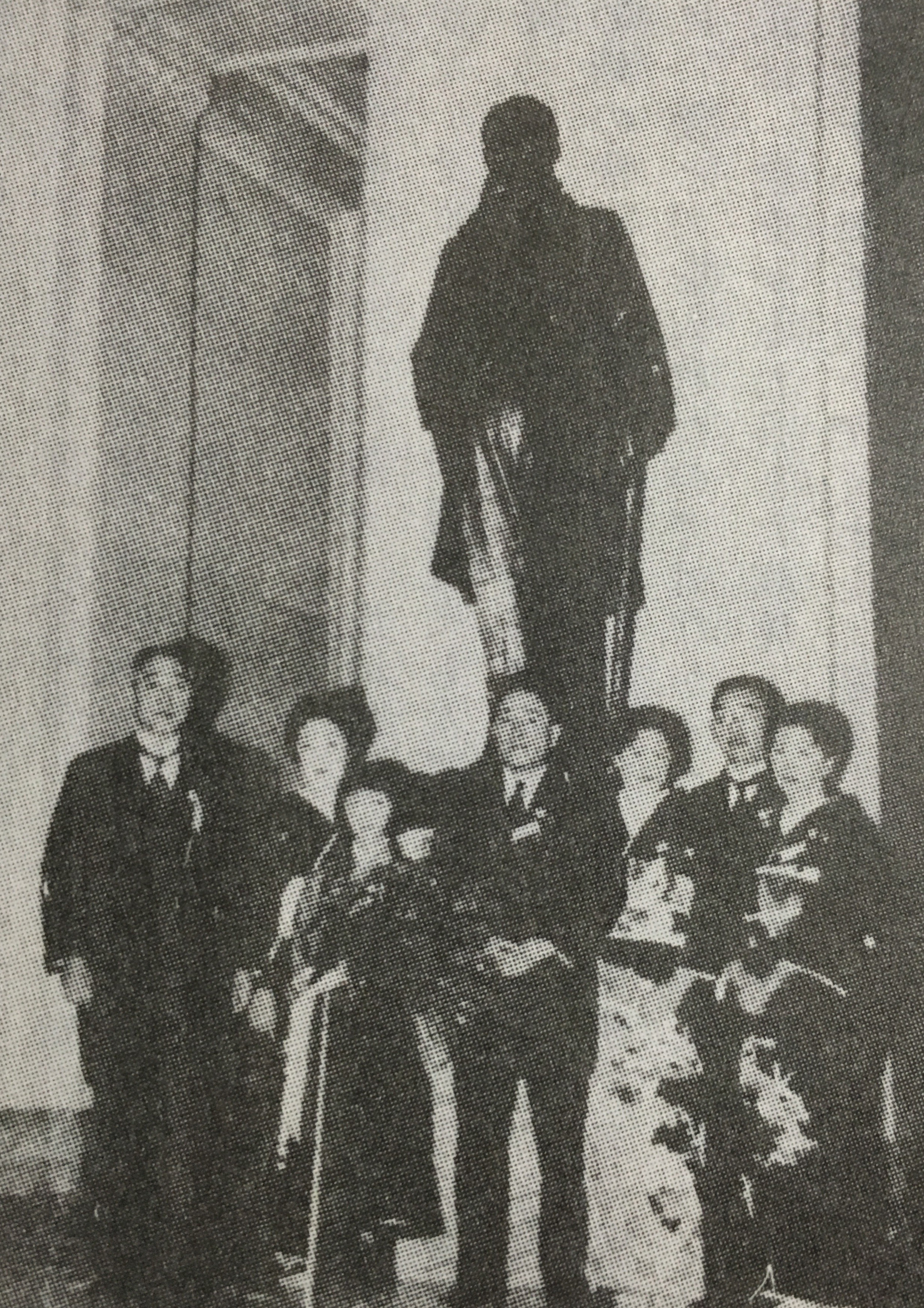
国会議事堂板垣退助像除幕式（中央：板垣正貫夫妻、右：板垣守正夫妻、左：浅野泰治郎夫妻、子：浅野房子）

1938年（昭和13年）2月10日、国会議事堂内に、大日本帝国憲法発布五十年を期して、祖父・板垣退助の銅像が建立される。
同年2月、乾一郎は、上海の野戦病院から、恩師のアメリカ人・G・K・リン夫人に書簡を送る。日米開戦前ではあったが、「野戦病院なので返事は来ないだろう」と諦めていたが、3月に返書が届く。
芦屋教会は、乾一郎の出征後、大熊四郎とS・O・トウラクソン（Rev. S.O.Thorlaksson, B.D.）が、臨時措置として諸事を兼務したが、1938年（昭和13年）3月に日本ルーテル神学専門学校を卒業した後輩・北森嘉蔵が、同年4月より牧師となり教会を引き継いだ。
1939年（昭和14年）6月5日、戦傷により予備役 後備役、免除の上、召集解除。
1939年（昭和14年）6月6日、第一国民兵役に編入された。

### 教育者として
1939年（昭和14年）8月、東京市品川区大井倉田町3263番地において、従兄・板垣正貫の長男・退太郎が誕生。同9月1日、乾一郎は大阪城東商業学校へ英語科教諭として奉職。この時期の教え子に俳優の溝田繁がいる。
1940年（昭和15年）9月15日、勅令第580号により再び伍長となる。
同10月17日、「皇紀二千六百年奉祝全国基督教信徒大会」が開催され、のちに母校日本ルーテル神学専門学校の校長となる三浦豕によって祝祷が成され、小崎道雄によって「本日、全国にあるキリスト信徒相会し、茲に皇紀ある二千六百年を慶祝するの機会を得たことを感謝する。我国が肇国の古より八紘一宇の精神に則り、進展に進展を重ね今日の隆盛を来たしましたことは、是れ偏えに天佑を保有し給う万世一系の天皇の御稜威と、尊厳無比の国体に基づくものであり、この聖代に生を受けたことは感激に堪えない。日本のキリスト教が宣教わずか70年にして今日の進歩を見るに至ったのは、信教の自由を保障したまいし明治天皇の恩による。東亜における指導者として責任を大きさを痛感し、この大使命を全うする為に人力の限りを尽くすのみならず、神に対する信仰を盛んならしめねばならぬと信じる」と式辞が述べられた。
1941年（昭和16年）6月18日、前戸主父・乾正士死亡に因り、同7月11日、家督相続。
翌年1942年（昭和17年）2月4日、東京市品川区大井倉田町3263番地において、伯父・板垣鉾太郎が死去し、さらに同年11月26日、浅野スレート株式会社に勤務していた従兄・板垣正貫が東京市品川区大井瀧王子町4542番地において死去した。
1943年（昭和18年）4月、国策により母校の「日本ルーテル神学専門学校」が日本基督教団所属の「日本東部神学校」に統合される。
1945年（昭和20年）3月31日、敵性言語として英語授業の中止に伴い同校辞任を余儀無くされる。
1945年（昭和20年）4月5日、天理第二中学校にドイツ語科教諭として任命される。
1945年（昭和20年）8月15日、玉音を拝し終戦。1945年（昭和20年）11月30日、同校辞任。
1945年（昭和20年）12月1日、天理語学専門学校英語科教授に任命される。
1946年（昭和21年）5月26日、奈良県山辺郡丹波市町大字杣之内773番地（現・奈良県天理市）において、長女・眞理子誕生。
同8月31日、同校辞任。
1946年（昭和21年）9月5日、福岡県小倉占領軍一等通訳官に任命され、姉夫婦の住むルーテル八幡教会に居を移すが、GHQの占領統治に疑念を感じ、1946年（昭和21年）11月20日、通訳辞任。
1947年（昭和22年）6月30日、兵庫県立豊岡中学校（現校名・兵庫県立豊岡高等学校）へ英語科教諭として奉職。
1948年（昭和23年）、靖国神社の五十銭紙幣に代わり、祖父・板垣退助肖像の五十銭紙幣が発行される。
1953年（昭和28年）5月15日、同校退職。1953年(昭和28年)5月16日、大阪府立淀川工業高等学校に英語科教諭として奉職。
1953年（昭和28年）12月、祖父・板垣退助肖像の百円紙幣が発行される。
1963年（昭和38年）8月、伊勢神宮参詣に際し三重県志摩市浜島町浜島で歓待を受け、その様子が中部日本放送『北から南から』に於てテレビジョン放送された。（中部日本放送は、NHK以外の放送局として、日本で初めて開局した民放 第1号。当時は開局6年目で、未だカラー放送はされておらず、モノクローム映像方式として配信）
1968年（昭和43年）12月8日、東京・品川「明治維新百年・板垣退助先生五十回忌墓前祭」に、退助の孫として来賓出席。
2000年（平成12年）9月19日、大阪府豊中市の病院に於て死去。享年93歳。墓所大阪五月山霊園。

## 補註
1. 1 2 3 4  『土佐藩ゆかりの会』会報誌
2. ↑  板垣退助の次男である乾正士の長男にあたる。『讀賣新聞』昭和12年12月2日、9日、16日、23日号記事より。
3. ↑  『讀賣新聞』平成24年7月13日号記事より。
4. ↑  『牧師・川瀬徳太郎先生を憶う』（所収『折尾女子学園五十年史』折尾女子学園記念史編纂委員会編、昭和60年（1985年）11月1日）
5. 1 2  『日本福音ルーテル教会史』424頁、「昭和十年の總會に於て（中略）乾一郎は芦屋傳道所へ」とあるが、同書422頁には「昭和九、十年に於て新しく傳道地を開拓したのは、鹿兒島、京都北、(兵庫)芦屋、（大阪）豊中であった」とある。『板垣精神』所収の乾一郎の履歴によれば、芦屋への着任は昭和8年12月13日である。正式名は「芦屋傳道所」であるが、当時の書簡や名刺に「ルーテル芦屋教会」の名称が使用されている。『（日本福音ルーテル）教会自給十年計画・昭和十一年一月現在自給表』によれば芦屋は、昭和10年度「一圓」、昭和11年1月「一圓五十銭＋（五十銭）」であった。
6. ↑  『養蚕実験真説』を著した高野成雄は乾八重野の実弟。
7. 1 2  “『養蚕実験真説』高野成雄著”.   北信成蚕社 (1909年2月25日). 2020年8月13日閲覧。
8. 1 2 3 4 5  『讀賣新聞』昭和12年12月2日、9日、16日、23日号記事。
9. 1 2 3  『板垣会』会報第1号より
10. ↑  『卵塔物語』乾常美編（所収『南国史談』第22号）
11. ↑  『山内量平 -日本のルーテル教会初代牧師-』坂井信生著、中川書店、1993年
12. 1 2 3 4 5 6 7 8 9 10 11 12 13 14 15 16 17  “『板垣精神 -明治維新百五十年・板垣退助先生薨去百回忌記念-』”.   一般社団法人 板垣退助先生顕彰会 (2019年2月11日). 2020年8月13日閲覧。
13. ↑  板垣退助芝公園旧邸の現住所は、東京都港区芝大門1-10-11附近で、現・芝大門センタービルにあたる。(『立國の大本』板垣退助遺著/髙岡功太郎現代語訳、一般社団法人板垣退助先生顕彰会発行、12頁より)
14. ↑  『高知県立高知城東中学校卒業生名簿』
15. ↑  塩見俊二は、昭和43年（1968年）7月、板垣退助先生顕彰会顧問に就任。
16. ↑  『日本ルーテル神学校 五十年のあゆみ』日本ルーテル神学校編纂、1959.11.2
17. ↑  『土器と黎明 -ある伝道者の生涯-』青山四郎著、1978年、グロリア出版
18. 1 2 3  『軍歴簿（乾一郎）』陸軍省編成による。
19. ↑  『讀賣新聞』昭和12年12月2日号記事。
20. ↑  『板垣退助銅像修復の栞』板垣退助銅像改修期成会編（1990年）
21. ↑  『土陽新聞』昭和4年（1929年）12月10日号参照
22. ↑  『日光の板垣退助銅像』田辺昇吉著（所収『土佐史談』第161号）
23. 1 2 3  『日本福音ルーテル教会史』、420頁「神學校が熊本から移轉して、日本ルーテル神學専門學校と改稱して以来、即ち昭和初年からの卒業生を一覧すると、左のとおりである。昭和二年、福山猛、昭和三年、川桐新一、松岡幹三、昭和四年、山内六郎、青山四郎、坂井賢男、高瀬義正、昭和五年、内海季秋、昭和六年、武井正悟、小泉昻、昭和七年、田坂惇巳、妹尾武夫、井芹貞安、大川鐵次、矢野静良、乾 一郎、昭和八年、東菊次、野村明、昭和九年、太田敦次、昭和十年俵貢、岡本榮一、石山義澄(中略)昭和十三年、北森嘉蔵」による。
24. ↑  『日本ルーテル神学校 五十年のあゆみ』41頁では「昭和八年」とあるが「昭和七年」の誤記。
25. ↑  『癩病療養所の慰問と神の恵み』乾一郎
26. ↑  現住所・兵庫県芦屋市西芦屋町2-3
27. 1 2  『板垣精神』、395頁
28. ↑  「高知市桜馬場8番地」は後の「高知市越前町1丁目54番地」で現在の「高知市越前町1-10-3附近」(『板垣精神』、401頁)
29. ↑  『日本福音ルーテル教会史』、427頁「この年（昭和12年）支那事變のために應召したのは、青山四郎、坂井賢男、乾一郎の3名であったが、乾一郎は上海「ウーソン(呉淞)」の敵前上陸に参加。激戦して重傷を負い歸國して療養生活に入った」とある。
30. 1 2 3 4  軍歴簿では「8月23日、川沙鎮敵前上陸、続く羅店鎮の戦闘で、右上腕部貫通銃創」を受け上海野戦病院で療養。内地送還されたのは翌年以降である。
31. ↑  乾一郎の戦友として、同部隊の山崎正一軍曹、志和貞雄伍長、須賀信之伍長らの武勇伝も同時に報じられた。最終回が全文にわたり高知弁で報じられたのは「乾伍長：おゝのかしい。あしが一人の支那兵を突いた時、（支那兵が）ふり返つてあしの顔を見たきに、あしやこの男にも親か兄弟もあるらうに、これも神の子ぢやにと思うたぜよ」の部分「支那兵もわれらも神の子」の文言が戦意高揚を失するのではないかと問題となり、掲載不許可となりかけたものを高知弁に直して有耶無耶とし掲載の許可を得たものと伝えられている。(『板垣精神』456頁より)
32. ↑  G・K・リン夫人の事を学生たちは「徐啓林」と洒落て中国人風に渾名で呼んでいた。
33. ↑  『板垣精神』457頁、『戦地に届いた手紙』より「My dear Mr. Inui:　Last night I dreamed about you and so I will write you a few lines this morning.　I was glad to get a card from you about a month ago. So sorry to hear you had to under go an operation in January, it was so painful But I hope, by God’s mercy, you are going to be entirely well again, & soon. You have had a long & tiresome spell of healing delicate. Long ago I promised to send you a small photo of our family so last summer when Kenneth came, we had some taken in July 1937. I am sending you one today. Kenneth was 18 years old. Marian was 15. You can see how they have grown & developed. Kenneth's address is "Phi Sigma Kappa" Gettysburg, Pennsylvania, USA. I'm sure had like to have a card from you. Do hurry & get well. I wonder if you will be able to attend the Convention at Kobe this & next week. with sincere good wishes your friend. Mrs. G. K. Lim.　(Lucy Lim)　448. Umabashi, 4 chome. Suginami Ku, Tokyo」(「杉並区馬橋4丁目」は現在の「杉並区高円寺北4丁目」で、現在の地図では「馬橋キリスト教会」があるが関連は不明。「Phi Sigma Kappa" Gettysburg, Pennsylvania, USA」は現在は「マサチューセッツ大学アマースト校」になっている)
34. ↑  宣教師・S・O・トウラクソン（Rev. S.O.Thorlaksson, B.D.）は、明治23年（1890年）5月26日、米国ミネソタ州ミネソタで誕生。1913年、ミネソタ州セントピーターのグスタフ・アドルフス大学を卒業後、シカゴ・ルーテル神学校へ入学。1916年、同校卒業。同年5月結婚。6月、アイスランドシノッドで按手礼を受け、ゼネラル・カウンシルによって日本宣教の任命を受け、同9月、日本に来着。最初の1ケ年は東京日本語学校で学び、のち名古屋へ赴任した。昭和16年5月、米国伝道局から推薦され、米国太平洋岸に住む日本人移民二世の教化事業に従事することとなり、日本伝道を辞して米国に帰国し、再び日本へ着任することはなかった。米国の日本人排斥法案に反対し、日米の親善に努めたが日米開戦後は、やむなくサンフランシスコに在住し、米国海軍の軍属下として軍人のため超教派的救済事業に従事した。終戦後は北部カルフォルニア地方の日本人、アイスランド人のための自由伝道に従事し、またそれらのよき相談役として奉仕事業を続けた。(『日本福音ルーテル教会史』、156頁、467頁より)
35. ↑  「トウラクソン(Þorláksson、通常はThorlakssonと表記)」姓はグリーンランド南西沖に位置するアイスランド人固有の名前であり、アイスランド系米国人であったと思われる。
36. 1 2  『板垣精神』、388頁
37. ↑  溝田繁：映画『プライド 運命の瞬間』(1998年、東映) - 梅津美治郎役など。
38. ↑  『皇紀二千六百年と教会合同』日本基督教連盟編
39. ↑  系譜としては、板垣退助家の分家・旧土佐藩士 乾市郎兵衛家の第九代当主となる。
40. ↑  『板垣精神』、382頁
41. 1 2  『恩師・乾一郎先生の言葉』より。
42. ↑  新約聖書『ヨハネ伝』第8章32節「真理は汝らに自由を得さす可し(ἡ ἀλήθεια ἐλευθερώσει ὑμᾶς/眞理令爾得自由/ヘー・アレーテイア・エレウテローセイ・ヒュマース)」より命名。「真理を知ることは、私たちの思考と生活を拘束し、不自由にしている様々なもの、即ち桎梏、苦悩、不安から解放してくれるであろう」より。（『板垣精神』398頁）
43. 1 2  【板垣退助の孫】乾一郎 出演『北から南から』（中部日本放送）昭和38年（1963）8月放送

## 関連動画
- 『北から南から』中部日本放送、1963年(昭和38年)8月放送 - 特別出演：乾一郎
- 『君が代(英訳)』斉唱：乾一郎 - 肉声音源
- 『英国国歌(God Save the King)』斉唱：乾一郎 - 肉声音源